# Prêmio Paulo Rónai
Prêmio Paulo Rónai é uma premiação que faz parte dos Prêmios Literários da Fundação Biblioteca Nacional e que é destinada a laurear a melhor tradução brasileira de livro estrangeiro para o português.

## História
Em 1995, ocorreu a primeira outorga dos então chamados Prêmios de Incentivo à Literatura e ao Livro Brasileiro com premiações em sete diferentes gêneros literários, cada uma nomeada em homenagem a um expoente de sua área. Para as traduções de livros para o português, o prêmio homenageou o tradutor Paulo Rónai.
Em 2003, os Prêmios Literários da Fundação Biblioteca Nacional não foram realizados e, no ano seguinte, houve a premiação de apenas uma categoria, chamada Prêmio Fundação Biblioteca Nacional, voltada ao melhor livro do ano. Em 2005, todos os prêmios que haviam até 2002 voltaram a ser concedidos de forma individual.

## Premiados
| Ano  | Vencedores                                                                           | Finalistas     | Notas  |
| ---- | ------------------------------------------------------------------------------------ | -------------- | ------ |
| 1995 | A Mecânica das Águas Paulo Henriques Britto                                          | Sem informação | [ 1 ]  |
| 1996 | Poemas à Noite Marco Lucchesi                                                        | Sem informação | [ 5 ]  |
| 1996 | Gaveta de Tradutor José Paulo Paes                                                   | Sem informação | [ 5 ]  |
| 1997 | A Novela do Bom Velho e da Bela Mocinha Ivo Barroso                                  | Sem informação | [ 6 ]  |
| 1998 | Middlermarch: um Estudo da Vida Provinciana, de George Eliot Leonardo Froes / Record | Sem informação | [ 7 ]  |
| 1999 | Poesias de Salvatore Quasímodo Geraldo Holanda Cavalcanti / Record                   | Sem informação | [ 8 ]  |
| 2001 | Pensamentos: Blaise Pascal Mário Laranjeira                                          | Sem informação | [ 9 ]  |
| 2001 | Manifestos do Surrealismo Sérgio Pachá                                               | Sem informação | [ 9 ]  |
| 2002 | O Idiota, de Fiódor Dostoiévski Paulo Bezerra                                        | Sem informação | [ 10 ] |

| Ano  | Tradução (Prêmio Paulo Rónai) |
| ---- | --- |
| 2005 | Aurora Fornoni Bernardini, por Indícios Flutuantes, de Marina Tsvetaeva |
| 2006 | Mamede Mustafa Jarouche, por O Livro das Mil e Uma Noites |
| 2007 | Mauro Gama, por Michelângelo - Cinqüenta Poemas |
| 2009 | Erick Ramalho, por Poemata, poemas em latim e em grego, de John Milton |
| 2010 | Rubens Figueiredo, por Ressurreição, de Liev Tolstói |
| 2011 | Luís Carlos Cabral, por Malá Strana: vestígios de Praga, de Jan Neruda |
| 2012 | Francisco Degani, por Os Noivos, de Alessandro Manzoni |
| 2013 | Denise Bottmann, por Mrs. Dalloway, de Virginia Woolf |
| 2014 | Marcelo Backes, por Michael Kohlhaas, de Heinrich von Kleist |
| 2015 | Guilherme Gontijo Flores, por Elegias, de Sexto Propércio |
| 2016 | Zéfere, por O sumiço, de Georges Perec |
| 2017 | Rogério Bettoni, por Jaqueta Branca ou O mundo em um navio de guerra, de Herman Melville |
| 2018 | 1º: Maurício Mendonça Cardozo, por De minha vida: poesia e verdade, de Johann Wolfgang von Goethe 2º: Luciano Dutra, por Pela boca da baleia, de Sjón 3º: Heloisa Jahn, por As alegrias da maternidade, de Buchi Emecheta |
| 2019 | 1º: Rosa Freire d'Aguiar, por Bússola, de Mathias Enard 2º: Myriam Ávila, por Eu nunca fui ao Brasil, de Ernst Jandl 3º: Josely Vianna Baptista, por O esplendor da palavra antiga dos Maias-Quiché de Quauhtlemallan: aurora sangrenta, história e mito (Popol Vuh)                                                                                   |
| 2020 | As Flores do Mal, de Charles Baudelaire, traduzida por Júlio Castañon Guimarães. |
| 2021 | 1º: Feitiços [Charmes], de Paul Valéry, traduzida por Roberto Zular e Álvaro Faleiros; 2º: Rei Lear, de William Shakespeare, traduzida por Lawrence Flores Pereira; 3º: Febre Tropical, de Juliana Delgado Pereira, traduzida por Natalia Borges Polesso.                                                                                              |
| 2022 | 1º: Inferno, de Dante Alighieri. Tradução de Emanuel França de Britto, Maurício Santana Dias e Pedro Falleiros Heise; 2º: Sobre a Natureza das Coisas, de Lucrécio. Tradução de Rodrigo Tadeu Gonçalves; 3º: O Primeiro Livro. A Vida Muito Horrífica do Grande Gargantua, Pai de Pantagruel. de François Rabelais. Tradução de Élide Valarini Oliver. |
| 2023 | 1º: Sátántangó, de László Krasnahorkai. Tradução de Paulo George Schiller; |
| 2024 | 1º: Prosa, de Charles Baudelaire. Tradução de Julio Castañon Guimarães; 2º: O canto de Circe e A arte da memória, de Giordano Bruno. Tradução de Aurora Fornoni Bernardini; 3º: Tratado da emenda do intelecto. de Espinosa, Tschirnhaus e Schuller. Tradução de Samuel Thimounier .                                                                   |